# 甘氨酸钴(III)
甘氨酸钴(III)是一种含低自旋d6 Co(III)的配位化合物，化学式为Co(H
2NCH
2CO
2)
3，它存在fac-和mer-异构体，它们在水中的溶解性较低，在酸性溶液中溶解度增加。

## 结构

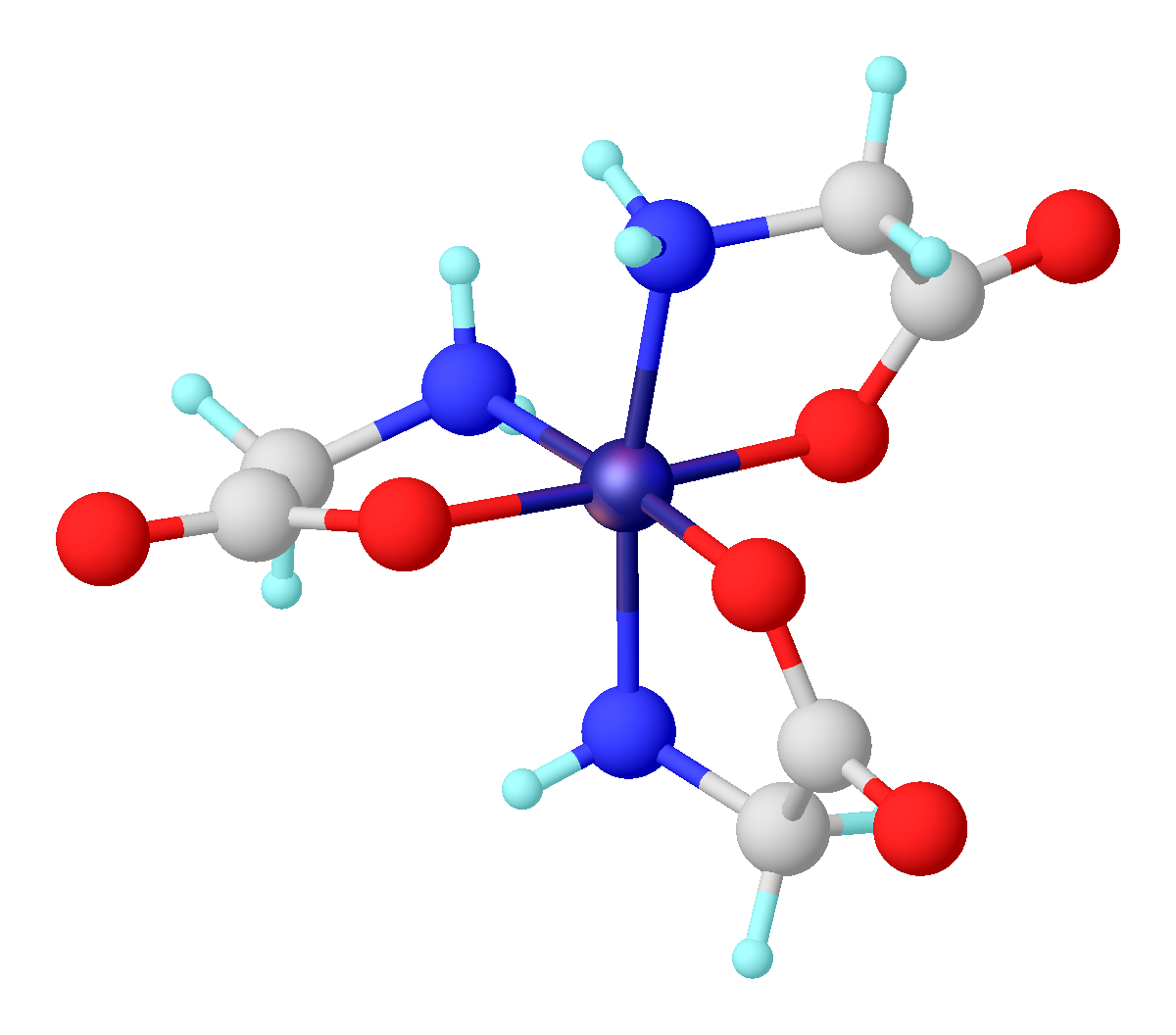
mer-Co(H2NCH2CO2)3的单晶结构。

甘氨酸钴(III)的mer-异构体的Co-O键共平面，而fac-异构体的Co-O键则不共面。这两种异构体也存在两对立体异构体，可表示为Δ和Λ。这一组配合物是很多M(H
2NCH
2CO
2)
3的原型，它们区别明显且不会迅速异构化，因此能够得到分离。
无水物为紫色固体，一水合物为红色固体。单晶衍射的结果表明，mer-异构体以二水合物的形式存在。

## 合成
甘氨酸钴(III)可由三碳酸根合钴(III)酸钠和甘氨酸反应得到，反应生成约等量的紫色的mer-异构体和粉红色的fac-异构体，通过分步结晶可将其分离。